# Diplostephium paposanum
Diplostephium paposanum — вид квіткових рослин з родини айстрових (Asteraceae). Новий вид, описаний для Чилі, розширює відомий ареал роду на південь. Його положення в межах роду було підтверджено морфологічними та молекулярними даними. Новий вид був знайдений у прибережному середовищі, новому для роду, і географічно далекому від інших чилійських видів, які походять з Анд. Вид росте в гіпераридному середовищі. Присутність D. paposanum у цьому середовищі є доказом флористичного зв’язку між пустелею Атакама та Неотропічними Андами.

## Етимологія
Епітет paposanum означає «з Paposo». Папосо — це невелике село, розташоване біля підніжжя прибережних скель, яке є найближчим до описаного виду.

## Морфологічна характеристика
D. paposanum відрізняється від більшості видів цього роду тим, що на вегетативних частинах, включаючи адаксіальну (верх) сторону листків, немає волосків. Крім того, D. paposanum має залозисті соковиті листки та короткі гілки з листям, які є голими або ледь запушеними у верхівковій частині довгих пагонів.